# Parupeneus ciliatus
Parupeneus ciliatus là một loài cá biển thuộc chi Parupeneus trong họ Cá phèn. Loài này được mô tả lần đầu tiên vào năm 1802.

## Từ nguyên
Tính từ định danh ciliatus trong tiếng Latinh có nghĩa là "có lông", hàm ý đề cập đến nửa sau của vảy cá có khía và lông mịn ở loài này.

## Phân bố và môi trường sống
P. ciliatus có phân bố rộng khắp vùng Ấn Độ Dương - Thái Bình Dương, từ Zanzibar và các đảo quốc ngoài khơi Đông Phi, qua bờ đông nam Ấn Độ, trải dài về phía đông đến quần đảo Marshall và Pitcairn, giới hạn phía bắc đến biển Nhật Bản, phía nam đến Úc và đảo Rapa Iti. Ở Việt Nam, P. ciliatus được ghi nhận tại cù lao Câu.
P. ciliatus sống tập trung ở thảm cỏ biển và ám tiêu trong đầm phá và ngoài khơi, độ sâu đến ít nhất là 91 m.

## Mô tả
Chiều dài cơ thể lớn nhất được ghi nhận ở P. cyclostomus là 38 cm. Cá có màu nâu đến nâu đỏ, hơi nhạt hơn ở phần bụng, viền vảy sẫm màu hơn thân và giữa vảy có thể có đốm trắng hoặc xanh lam nhạt. Có một dải sọc màu nâu đậm hoặc đỏ nâu viền trắng dày, kéo dài từ mõm qua mắt, mờ dần ở giữa thân, thêm một đốm nâu đậm nhỏ nằm trong sọc ngay sau mắt. Sọc đậm thứ hai chạy ngang má, song song với sọc thứ nhất, phía dưới được viền bằng một dải trắng kéo dài đến gốc vây ngực. Có một đốm hình bán nguyệt màu trắng hoặc hồng nhạt ở cuống đuôi, ngay sau là một đốm tương tự màu đen hoặc xám sẫm. Các vây có màu đỏ nhạt đến xám ánh đỏ. Vây lưng sau và vây hậu môn thường có các chấm nhạt màu.
Số gai vây lưng: 8; Số tia vây lưng: 9; Số gai vây hậu môn: 1; Số tia vây hậu môn: 7; Số tia vây ngực: 15.

## Sinh thái
Thức ăn của P. ciliatus là các loài thủy sinh không xương sống đáy, chủ yếu là giáp xác.